# 国際K-1連盟
国際K-1連盟（こくさいケイ-ワンれんめい、Fédération Internationale K-1 Association）は、キックボクシングの競技統括団体。略称はFIKA。代表は石井和義。

## 概要
2011年11月3日に設立を発表。本部は香港に置かれる予定だった。競技統括だけでなく興行主催機能も持つ予定で、資本的には中国の投資会社である「七星グローバルエンタティメント」と提携し、設立当初は石井が40%、七星が60%を出資する。
従来K-1の興行を運営してきたFEGが経営難に陥り、2011年のK-1 WORLD GPの開催が事実上困難になったため、当初は2012年よりK-1の興行を引き継いでK-1 WORLD GPを主催するほか、スポーツ・武道としての「K-1」の普及促進活動にも取り組む予定としていた。この時点で世界キックボクシング団体協会（WAKO）と開催協力で基本合意していた。
その後の交渉で、K-1 WORLD GP等のプロ興行についてはEMCOMホールディングス系列（当時）の「K-1グローバルホールディングス」が担うことになったため、FIKAはアマチュア部門に特化した組織となり、2012年3月17日のK-1甲子園決勝大会よりアマチュア部門の大会を主管。ただK-1甲子園以後は全く動きがなく、公式サイトも消滅するなど事実上活動を休止している。
2014年にグッドルーザー運営の下「K−1実行委員会」が主催するK-1 WORLD GP IN JAPAN（発表当時はK-1 WORLD LEAGUE）及びK−1 CHALLENGEが立ち上げられ、K-1 CHALLENGEのプログラムとしてK-1甲子園も開催されることが発表されている。そのため、国際K-1連盟は事実上K-1実行委員会に取って代わられる形で消滅した。

## FIKA主管のイベント
- K-1 RISING!（K-1グローバルホールディングス主催）
- K-1甲子園（全国高校K-1選手権実行委員会主催）